# Минский городской исполнительный комитет
Минский городской исполнительный комитет (Мингорисполком) (белор. Мінскі гарадскі выканаўчы камітэт (Мінгарвыканкам)) — орган исполнительной власти города Минска.
Председатель исполнительного комитета является высшим должностным лицом и главой исполнительной власти на территории города.
Председатель назначается на должность Президентом и утверждается Советом в порядке, установленном законодательством.
Исполнительный комитет в своей деятельности подотчетен и подконтролен Президенту и Совету Министров Республики Беларусь.

## Координация деятельности
Кухарев Владимир Евгеньевич (Председатель):
- Главное управление организационно-кадровой работы
- Главное управление внутренних дел
- Управление бухгалтерского учёта и отчётности
- Главное финансовое управление
- Контрольно-аналитическое управление
- Главное управление юстиции
- Отдел по защите государственных секретов, мобилизационной работе и вопросам обороны

Лазаревич Надежда Анатольевна (Первый заместитель председателя)
- Комитет экономики
- Комитет по труду, занятости и социальной защите (по вопросам своевременности выплаты заработной платы и охраны труда)
- Главное управления торговли и услуг
- ГО «Столичная торговля и услуги» и входящих в его состав организаций
- КУП «Минсквнешторгинвест»
- КУП «Тендерный центр Мингорисполкома»
- ГУ «Минская городская ветеринарная станция»
- КУП «Столичный транспорт и связь»
- Коммунальное транспортное унитарное предприятие «Минсктранс»
- Коммунальное транспортное унитарное предприятие «Минский метрополитен»

Корзун Олег Владимирович (Заместитель председателя)
- Управление городского хозяйства и энергетики
- ГО «Минское городское жилищное хозяйство» и входящих в его состав организаций
- ГПО «Горремавтодор Мингорисполкома» и входящих в его состав организаций
- ГО «Гаражи, автостоянки и парковки» и входящих в его состав организаций
- КУП «Управление дорожно-мостового строительства и благоустройства Мингорисполкома»
- ПКУП «Минскзеленстрой»
- УП Мингорисполкома «Мингорсвет»
- КУП «Техническое управление Мингорисполкома»
- КУП по хранению, ремонту и техническому обслуживанию имущества и сооружений гражданской обороны «Спецпредприятие Мингорисполкома»
- Коммунальное специализированное монтажно-эксплуатационное унитарное предприятие «СМЭП Мингорисполкома»
- КУП «Специализированный комбинат коммунально-бытового обслуживания»
- Коммунальное инжиниринговое унитарное предприятие «Гордорстрой»

Черников Александр Владимирович (Заместитель председателя)
- Комитет архитектуры и градостроительства
- Комитет строительства и инвестиций
- Управление жилищной политики
- ГПО «Минскстрой» и входящих в его состав организаций
- КУП «Управление капитального строительства Мингорисполкома»
- КУП «Дирекция по строительству Минского метрополитена»
- ПИКУП «Минскградо»
- ПКУП «Минскпроект»
- КПИУП «Минскинжпроект»
- КСЭУП «Минская спадчина»

Цуран Артём Николаевич (Заместитель председателя)
- Главное управление идеологической работы и по делам молодёжи
- Главное управления спорта и туризма
- Комитет по образованию
- Комитет по труду, занятости и социальной защите (за исключением вопросов выплаты заработной платы и охраны труда)
- Комитет по здравоохранению
- Управление культуры
- Комиссия по делам несовершеннолетних
- Информационное коммунальное унитарное предприятие «Агентство «Минск-Новости»
- Коммунальное производственное унитарное предприятие «Минскреклама»
- Государственное учреждение «Многопрофильный культурно-спортивный комплекс «Минск-арена»

Мательская Анна Марьяновна (Управляющий делами)
- Комитет землеустройства
- Комитет государственного имущества
- Главное управления юстиции (вопросы регистрации и лицензирования)
- Управление делами
- Управление по работе с обращениями граждан и юридических лиц
- КУП «Центр информационных технологий Мингорисполкома» (в части обеспечения деятельности Мингорисполкома)
- КУП «Минское городское агентство обслуживания населения»
- КУП «Минский городской центр недвижимости»

## Председатели
1. Позерн Борис Павлович — с марта 1917 по июль 1917 года
2. Любимов Исидор Евстигнеевич — с июля 1917 по август 1917
3. Ландер Карл Иванович — с сентября 1917 по октябрь 1917 года
4. Яркин Виктор Иванович — с марта 1918 по май 1919 года
5. Циховский Казимир Генрихович — с июля 1919 года по сентябрь 1919 года
6. Кюссе Фриц Матвеевич — с декабря 1920 по декабрь 1921 года
7. Гетнер Адольф Христофорович — с января 1922 года по декабрь 1923 года
8. Карп Сергей Бенедиктович — с января 1924 года по март 1924 года
9. Славинский Адам Семёнович — с марта 1924 по июль 1924 года
10. Яцкевич Степан Викентьевич — с августа 1924 года по апрель 1929 года
11. Аксючиц Ничипор Лукич — с апреля 1929 года по декабрь 1930 года
12. Володько Иосиф Игнатьевич — с февраля 1931 года по март 1933 года
13. Кореневский Антон Матвеевич — с мая 1933 года по январь 1934 года
14. Жукович Емельян Филиппович — с марта 1934 года по июнь 1937 года
15. Бударин Константин Иванович — с сентября 1940 года по июнь 1941 года и с июля 1944 года по август 1945 года
16. Паромчик Иван Павлович — с августа 1945 года по март 1946 года
17. Длугашевский Константин Наумович — с апреля 1946 года по июль 1954 года
18. Шарапов Василий Иванович — с июля 1954 года по январь 1968 года
19. Ковалёв Михаил Васильевич — с января 1968 года по январь 1977 года
20. Бартошевич Геннадий Георгиевич — с января 1977 года по июнь 1977 года
21. Лукашевич Станислав Михайлович — с июня 1977 года по январь 1980 года
22. Таразевич Георгий Станиславович — с января 1980 года по август 1983 года
23. Печенников Валерий Андреевич — с августа 1983 года по декабрь 1985 года
24. Михасёв Владимир Иванович — с декабря 1985 года по май 1990 года
25. Маринич Михаил Афанасьевич — с октября 1990 года по апрель 1991 года
26. Герасименко Александр Михайлович — с апреля 1991 по январь 1995 года
27. Ермошин Владимир Васильевич — с января 1995 по февраль 2000 года
28. Павлов Михаил Яковлевич — с марта 2000 года по июнь 2009
29. Ладутько Николай Александрович — c июня 2010 года по ноябрь 2014 года
30. Шорец Андрей Викторович — c ноября 2014 года по 24 ноября 2018 года
31. Сивак Анатолий Александрович — с 24 ноября 2018 по 3 сентября 2020 года
32. Кухарев Владимир Евгеньевич — с 3 сентября 2020 года — по настоящее время

Совладелец Минского международного образовательного центра имени Йоханнеса Рау.